# Marcel-Edmond Naegelen
Marcel-Edmond Naegelen, né le 17 janvier 1892 à Belfort et mort le 15 avril 1978 à Paris, est un homme politique français, député socialiste, ministre et gouverneur général de l'Algérie.

## Biographie
Fils d'un boulanger, Marcel-Edmond Naegelen fait ses études au lycée de Belfort, puis à l'École normale supérieure de Saint-Cloud. Il adhère à la SFIO en 1909 ou 1910. Il est mobilisé pendant la Première Guerre mondiale, et plusieurs fois décoré (voir ci-dessous). En 1919, il devient professeur de lettres à l'École normale d'instituteurs de Strasbourg.
En 1925, il est élu conseiller municipal, et constamment réélu jusqu'en 1940. Il devient conseiller général en 1937. Il est adjoint au maire de 1925 à 1929, puis de 1935 à 1940. Il échoue par contre à devenir député, battu en 1932 et 1936 par le dissident communiste autonomiste Jean-Pierre Mourer. il est professeur à l'Ecole Normale d'Instituteurs de Strasbourg et rejoint Périgueux avec les élèves et d'autres enseignants en septembre 1939. 
En 1940, il dirige l'évacuation de la population de Strasbourg vers la Dordogne, puis s'engage dans la Résistance (réseau Combat). À la Libération, il est président de la Haute Cour de justice en 1944. Adjoint au maire de Strasbourg, il fut élu député socialiste du Bas-Rhin en 1945. De 1946 à 1948, il est ministre de l'Éducation nationale. Il réorganise le Conseil supérieur de l'Éducation nationale et la Comédie-Française. Il crée les séries techniques du baccalauréat. Sous son autorité est publié le plan Langevin-Wallon qui pose le principe de l’école unique et de l’égalité devant l’enseignement. De 1944 à 1947, il est membre du comité directeur de la SFIO.
Adversaire déclaré des nationalistes algériens, considéré comme homme « à poigne », il remplace le modéré Yves Chataigneau, partisan de la conciliation, comme gouverneur général de l'Algérie, en 1948. Naegelen « ne connaissait pas l'Algérie et rien ne le désignait pour cette tâche ». Il couvre la fraude électorale massive favorisant les candidats de l'administration lors des élections de 1948 des délégués du second collège de l'Assemblée algérienne, fraude qu'il nie puis justifie. En octobre 1949, il envoie une circulaire aux forces de l'ordre (police, gendarmerie, personnel pénitentiaire) rappelant que la torture et les sévices étaient proscrits par la loi. Cette instruction n'a guère d'effets. Plus généralement, Marcel-Edmond Naegelen se heurte à une forte hostilité des policiers d'Algérie. En mars 1951, Naegelen, gouverneur de l'Algérie, démissionne à la suite d'une affaire d'élections truquées en 1951, et met en cause Hachemi Benchennouf dans un article publié dans Le Monde. Benchennouf, très content de cette démission, se félicitera « d'avoir eu la peau de Naegelen »,,,. 
Il revint en France métropolitaine et représenta les Basses-Alpes à l’Assemblée nationale de 1951 à 1958. Il représente l'Assemblée nationale française à l'Unesco. En 1953, il fut candidat de la gauche à la présidence de la République, d'abord opposé à Joseph Laniel, il réunit au treizième et dernier tour 328 voix contre 477 à René Coty. En 1954, il refusa le poste de résident général de France au Maroc.
En 1956, il prend position pour l'Algérie française, mais, l'année suivante, se prononce pour la motion Defferre, favorable à une négociation avec les nationalistes algériens. Sur son attitude pendant la guerre d'Algérie, l'historien Guy Pervillé a écrit : « Après le début de l’insurrection du F.L.N., Marcel Edmond Naegelen approuva les efforts de ses successeurs Jacques Soustelle puis Robert Lacoste. Il fut de 1956 à 1958 l’un des fondateurs et dirigeants de l’Union pour le Salut et le Renouveau de l’Algérie française. Sous la Ve République, il maintient sa position contre la nouvelle politique algérienne décidée par le général de Gaulle et approuvée par la majorité du parti socialiste. On dit que les organisateurs du putsch d’Alger d’avril 1961 avaient pensé à lui pour remplacer le Général à la Présidence de la République. »
Battu aux élections législatives de 1958, il se retire de la vie politique.
En 1964, il reçoit le prix Clovis-Hugues pour son poème L'Immortelle espérance.
Il fut membre de l’Académie des sciences coloniales.

## Fonctions gouvernementales
- Ministre de l'Éducation nationale du gouvernement Félix Gouin (du 26 janvier au 24 juin 1946)
- Ministre de l'Éducation nationale du gouvernement Georges Bidault (1) (du 24 juin au 16 décembre 1946)
- Ministre de l'Éducation nationale du gouvernement Léon Blum (3) (du 16 décembre 1946 au 22 janvier 1947)
- Ministre de l'Éducation nationale du gouvernement Paul Ramadier (1) (du 22 janvier au 22 octobre 1947)
- Ministre de l'Éducation nationale du gouvernement Paul Ramadier (2) (du 22 octobre au 24 novembre 1947)
- Ministre de l'Éducation nationale du gouvernement Robert Schuman (1) (du 24 novembre 1947 au 12 février 1948)

## Ouvrages
Marcel-Edmond Naegelen est l’auteur de nombreux ouvrages :
• Grandeur et Solitude de la France (1956, Ed. Flammarion)
- Mission en Algérie.  Expériences et opinions d’un gouverneur général
- L’Attente sous les armes
- Une route plus large que longue
- L’Hexagonie, essai fantaisiste d'histoire contemporaine
- La France d'outre-mer, sa situation actuelle
- Histoire et figures d'Alsace
- Tito
- La Révolution assassinée Hongrie OCT.-NOV. 1956

## Distinctions
- Chevalier de la Légion d'honneur ;
- Médaille militaire ;
- Croix de guerre 1914-1918 ;
- Croix de guerre 1939-1945 ;
- Médaille de la Résistance française avec rosette.